# Thibaut Collet
Pour les articles homonymes, voir Collet.
Thibaut Collet (né le 17 juin 1999 à La Tronche) est un athlète français, spécialiste du saut à la perche. 

## Biographie
Licencié à l'Entente athlétique Grenoble 38, Thibaut Collet est entraîné par son père Philippe Collet, ancien recordman de France du saut à la perche en salle avec 5,94 m. Il est le frère de Mathieu Collet, également spécialiste du saut à la perche (record à 5,74 m).
Cinquième des championnats d'Europe cadets 2016, il est sacré champion de France junior en salle en 2018, se classant cette même année cinquième des championnats du monde juniors.
En 2019, après avoir porté son record personnel en plein air à 5,61 m, il glane la médaille de bronze des championnats d'Europe espoirs à Gävle en Suède avec la marque de 5,60 m.
En 2020, il franchit la barre de 5,62 m lors du meeting Diamond League de Lausanne, ce qui lui permet d'améliorer son record personnel en extérieur. Ce record passera à 5,72 m en 2021, année où il termine 5e des championnats d’Europe espoirs.  
En 2022, Collet devient champion de France Elite indoor à Miramas en battant son record personnel avec un saut à 5,81 m. Il réalise par la même occasion les minimas pour les championnats du monde en salle de Belgrade qu'il terminera à la 12e place. Le 6 juin, il s'impose au meeting de Prague en réalisant 5,82 m, record personnel et minima pour les Mondiaux de Eugene. Sacré champion de France en plein air en juin pour la première fois de sa carrière devant Renaud Lavillenie, il est éliminé dès les qualifications à Eugene. Présent également aux championnats d'Europe de Munich, il obtient la 5e place après avoir passé 5,75 m.
En 2023, il remporte le meeting en salle de Reno avec 5,81 m en égalant son record personnel en salle. Il réitère cette performance lors du All Star Perche de Clermont-Ferrand. Fin juillet, il conserve son titre de champion de France à Albi.
Le 26 août, pour sa première finale mondiale en plein air à Budapest, Collet bat deux fois son record personnel en franchissant à chaque fois à son premier essai 5,85 m puis 5,90 m. Cette performance est néanmoins insuffisante pour se hisser sur le podium, le Français devant se contenter de la 5e place dans l'un des concours de perche les plus relevés de tous les temps.
Le 19 juin 2024, lors du meeting la "Perche des Alpes" à Montbonnot-Saint-Martin, il réalise son meilleur saut à 5,95m et bat par la même occasion le record de son père.

## Palmarès

### International
| Date | Compétition                    | Lieu     | Résultat | Marque |
| ---- | ------------------------------ | -------- | -------- | ------ |
| 2019 | Championnats d'Europe espoirs  | Gävle    | 3e       | 5,60 m |
| 2022 | Championnats du monde en salle | Belgrade | 12e      | 5,60 m |
| 2022 | Championnats d'Europe          | Munich   | 5e       | 5,75 m |
| 2023 | Jeux européens                 | Chorzów  | 3e       | 5,80 m |
| 2023 | Championnats du monde          | Budapest | 5e       | 5,90 m |
| 2024 | Championnats du monde en salle | Glasgow  | 6e       | 5,65 m |
| 2024 | Championnats d'Europe          | Rome     | 5e       | 5,82 m |

### National
| Date | Compétition                     | Lieu          | Résultat | Marque |
| ---- | ------------------------------- | ------------- | -------- | ------ |
| 2019 | Championnats de France          | Saint-Étienne | 3e       | 5,51 m |
| 2022 | Championnats de France en salle | Miramas       | 1er      | 5,81 m |
| 2022 | Championnats de France          | Caen          | 1er      | 5,75 m |
| 2023 | Championnats de France en salle | Aubière       | 3e       | 5,50 m |
| 2023 | Championnats de France          | Albi          | 1er      | 5,71 m |
| 2024 | Championnats de France en salle | Miramas       | 1er      | 5,76 m |
| 2024 | Championnats de France          | Angers        | 1er      | 5,82 m |
| 2025 | Championnats de France en salle | Miramas       | 1er      | 5,82 m |

## Records
| Épreuve          | Épreuve   | Marque | Lieu                    | Date            |
| ---------------- | --------- | ------ | ----------------------- | --------------- |
| Saut à la perche | Plein air | 5,95 m | Montbonnot-Saint-Martin | 19 juin 2024    |
| Saut à la perche | Salle     | 5,92 m | Clermont Ferrand        | 22 février 2024 |